# Uptown Top Ranking
Uptown Top Ranking è il singolo di debutto del duo musicale giamaicano reggae Althea & Donna, pubblicato nel 1977 dalla casa discografica Lightning Records e dalla Warner Bros. Records.

## Il disco
Si tratta dell'unico brano di successo pubblicato dalle due ragazze, estratto dal primo e unico 33 giri di Althea & Donna, anch'esso intitolato Uptown Top Ranking. La canzone è stata scritta da Donna Reid, Althea Forrest ed Errol Thompson e prodotta da Joe Gibson e Karl Pitterson.
Il 45 giri ha raggiunto la vetta della classifica del Regno Unito, ottenendo un buon risultato anche in Belgio e nei Paesi Bassi.

## Tracce
1. Uptown Top Ranking – 3:53
2. Mighty Two - Calico Suit – 3:42

## Classifiche
| Classifica (1978) | Posizione raggiunta |
| ----------------- | ------------------- |
| Regno Unito       | 1                   |
| Belgio (Fiandre)  | 23                  |
| Paesi Bassi       | 25                  |

## Cover
La canzone ha ottenuto diverse cover da parte di altri artisti reggae ma non solo.
- I Portishead hanno riproposto il brano negli anni novanta
- La futura pornostar Ilona Staller ne ha proposto una ironica versione in lingua italiana intitolata Pane, marmellata e me, all'interno del suo album d'esordio del 1979 Ilona Staller.[4]
- La linea "Nah pop, nah style, a strickly roots. Love is all I bring inna me khaki suit and ting" è stata tributata nella canzone Cosmic Sound dei Casino Royale.
- La band inglese Black Box Recorder ne ha incluso una cover rivisitata nel loro album di debutto "England made me", pubblicato nel 1998